# کسنیا پاییچ
کسنیا پاییچ (کرواتی: Ksenija Pajić؛ زادهٔ ۳۰ ژوئن ۱۹۶۱) بازیگر اهل کرواسی است.